# Cotarnine
 (janvier 2025).
La cotarnine est un composé organique hémisynthétique de la famille des alcaloïdes. Il est obtenu par oxydation de la noscapine. La cotarnine tire d'ailleurs son nom de ce composé : c'est un anagramme de narcotine, l'ancienne dénomination de la noscapine. 